# Bâtiment en couronne Ehrensvärd
Le Bâtiment en couronne Ehrensvärd (finnois : Kruunulinna Ehrensvärd) est un petit bâtiment en forme de couronne situé dans Suomenlinna à Helsinki en Finlande.

## Description

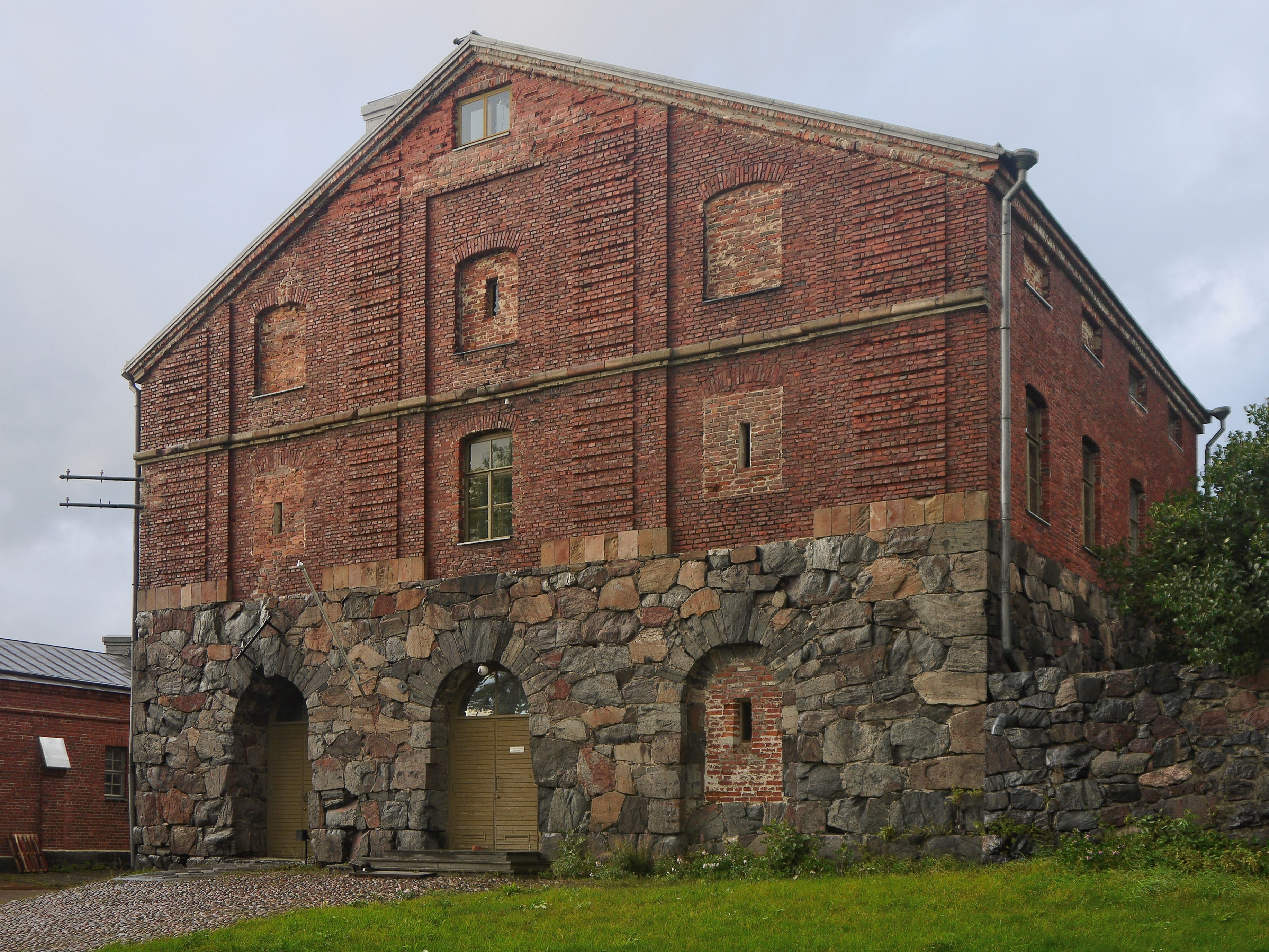
L'aile orientale.

L'édifice long d'environ 300 mètres construit sur Iso Mustasaari est formé de deux ailes, il servait à protéger les chantiers navals et les entrepôts.
Le bâtiment porte le nom d'Augustin Ehrensvärd, sa première pierre a été posée en 1775 par Gustave III de Suède.
Aujourd'hui, le bâtiment abrite entre-autres une école maternelle, un bureau du conseil d'administration de Suomenlinna, la bibliothèque de Suomenlinna des habitations, un atelier et la salle des fêtes appelée l'église du diable.

## Transports
Le traversier de la HSL assure la liaison avec le continent tout au long de l'année.
Il s'arrête au quai principal qui est à 200 mètres du bâtiment Ehrensvärd.